# IC 2405
IC 2405 — галактика типу Sbc (компактна витягнута спіральна галактика) у сузір'ї Рись.
Цей об'єкт міститься в оригінальній редакції індексного каталогу.